# Sicista kazbegica
Sicista kazbegica е вид бозайник от семейство Тушканчикови (Dipodidae). Видът е застрашен от изчезване.

## Разпространение
Разпространен е в Грузия и Русия.